# Mercedes-Benz Classe CLS (Type 257)
La Mercedes-Benz C 257 est un véhicule de la catégorie des luxueuses de Mercedes-Benz dont le nom commercial est CLS. Le véhicule a été présenté le 29 novembre 2017 au Salon de l'automobile de Los Angeles en tant que successeur de la Type 218. Elle est produite à l'usine Mercedes-Benz de Sindelfingen. Les ventes ont commencé avec trois versions de moteur en mars 2018.
Fin août 2023, la production de la C 257 sera arrêtée sans modèle successeur.

## Conception
A l'extérieur, la C 257 reprend le design bien connu des coupés Mercedes-Benz. Comme les versions précédentes, elle est commercialisée en tant que "coupé quatre portes", mais le Shooting Brake a été omis avec le changement de modèle. En réduisant les lignes par rapport à sa prédécesseur, la C 257 offre un coefficient de traînée de 0,26. La calandre avant, qui s'étend vers l'avant et qui est munie d'une barre horizontale, rappelle celle de la Mercedes-AMG GT. Les nouveaux phares MULTIBEAM LED offrent jusqu'à 650 mètres de visibilité dans l'obscurité.
L'intérieur de la CLS combine des aspects de la Classe E et de la Classe S : le tableau de bord, y compris la boîte à gants, a été repris de la Type 238 (Classe E coupé/cabriolet) qui est arrivée sur le marché en 2016, tandis que le volant est un version légèrement modifiée du volant de la Type 222 (classe S).
En 2019, deux ans seulement après le lancement officiel sur le marché, les premières mesures de lifting visuel ont été réalisées. Les changements comprenaient un capot modifié avec deux soi-disant dômes et une nouvelle lèvre de spoiler en conjonction avec la finition d'équipement AMG Line Exterieur. La gamme a reçu une autre révision optique en 2021. Le modèle haut de gamme AMG est également disponible en Limited Edition à 300 exemplaires.

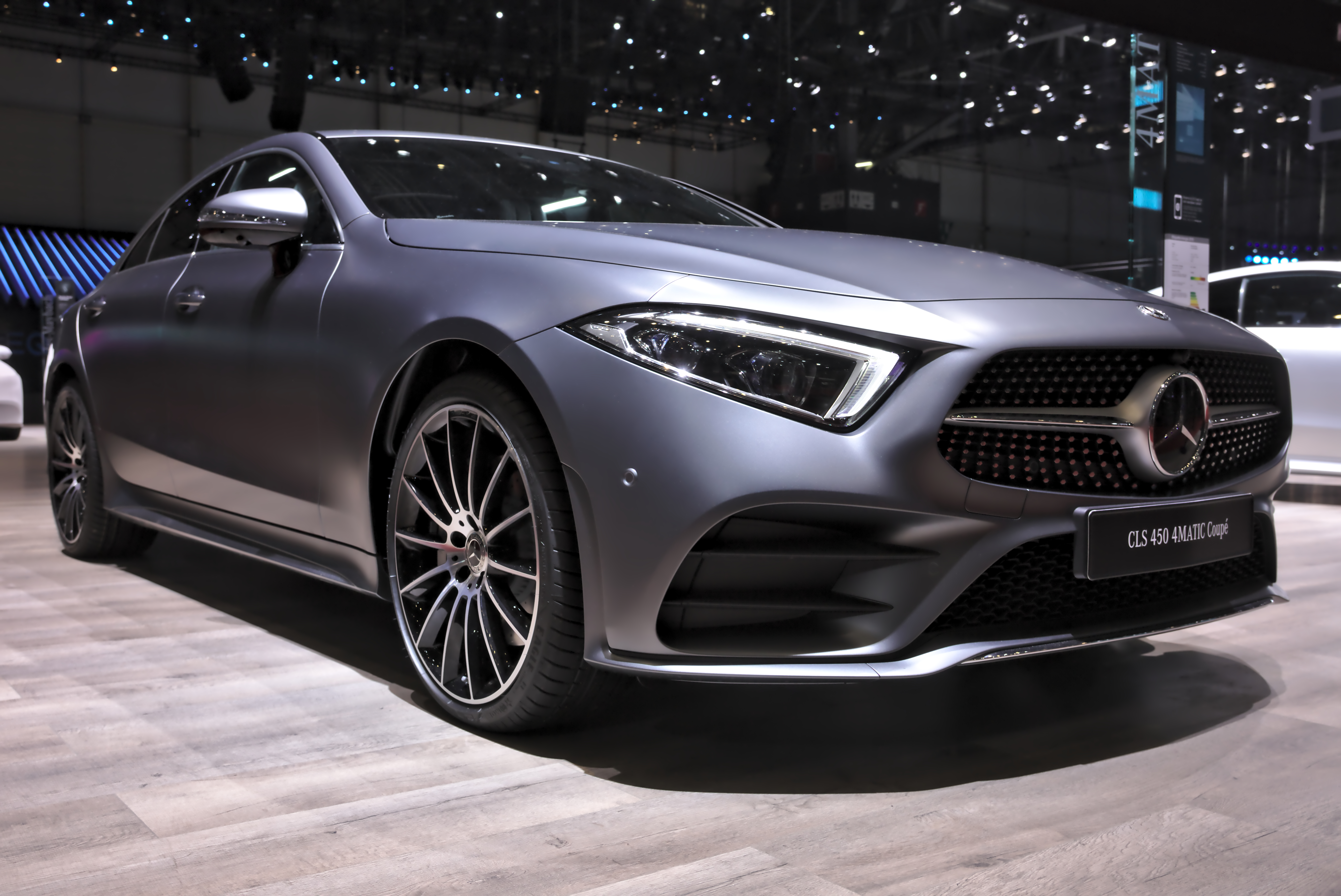
Mercedes-Benz CLS 450 4Matic au Salon international de l'automobile de Genève 2018
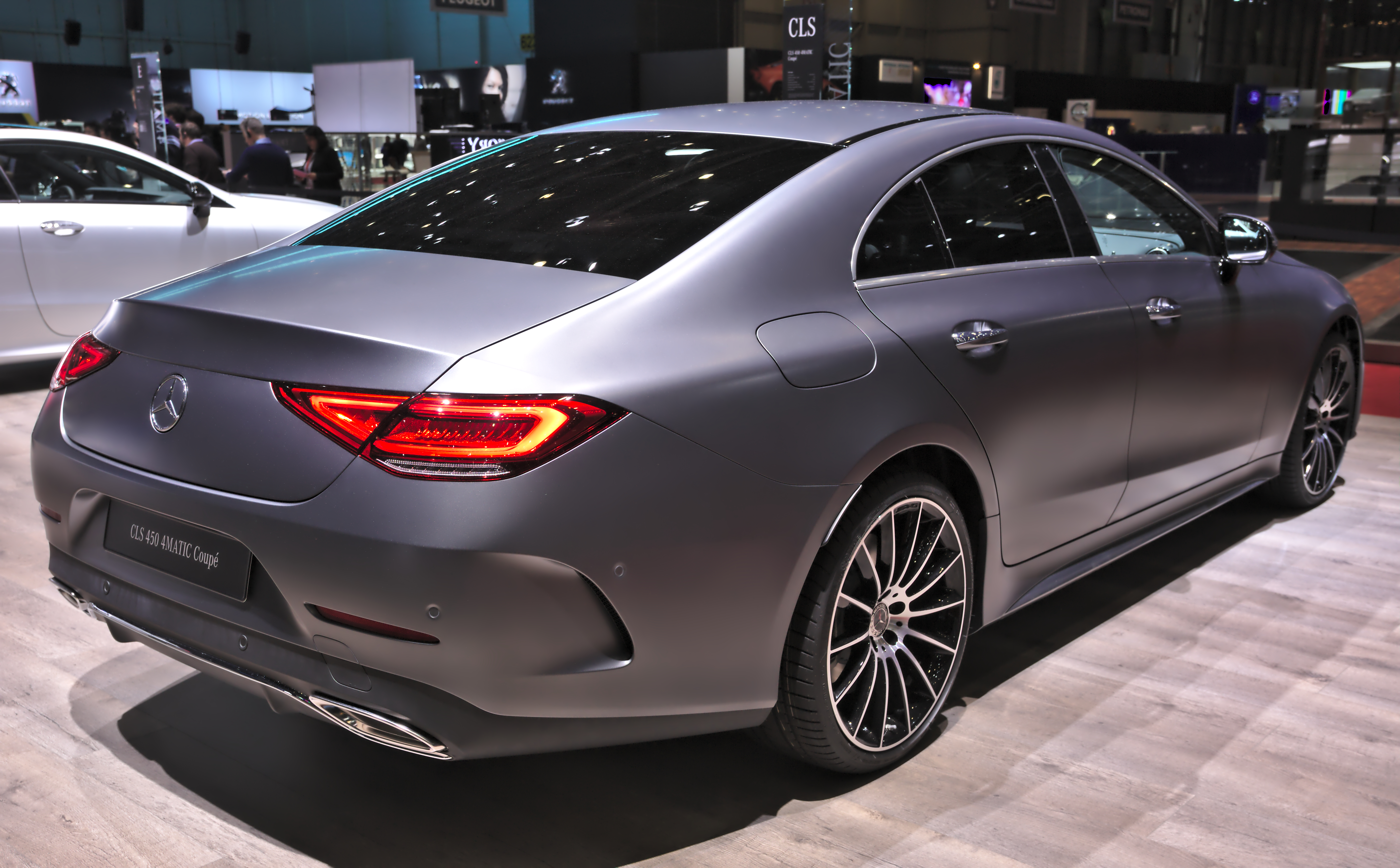
Vue arrière
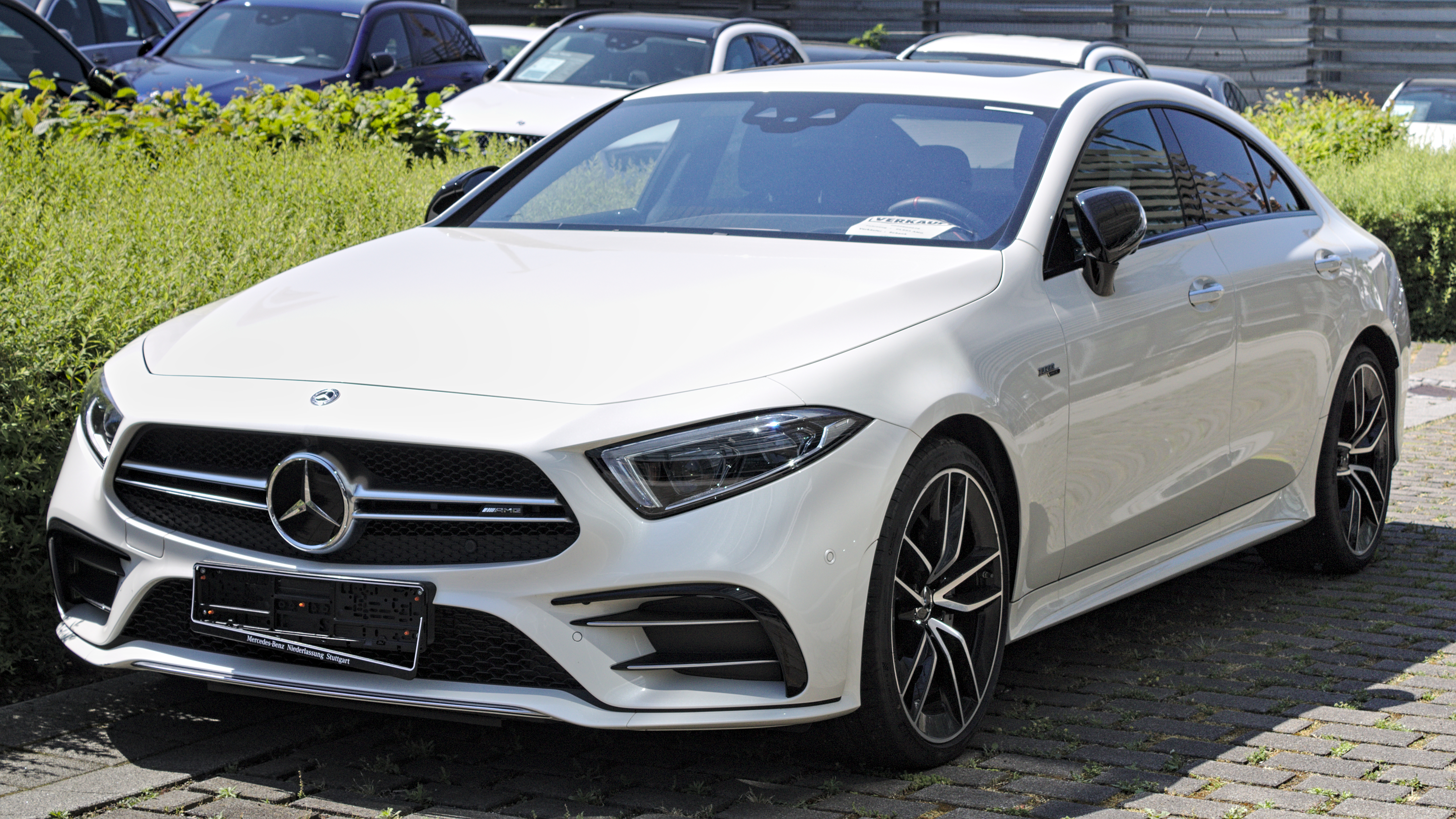
Mercedes CLS 53 AMG
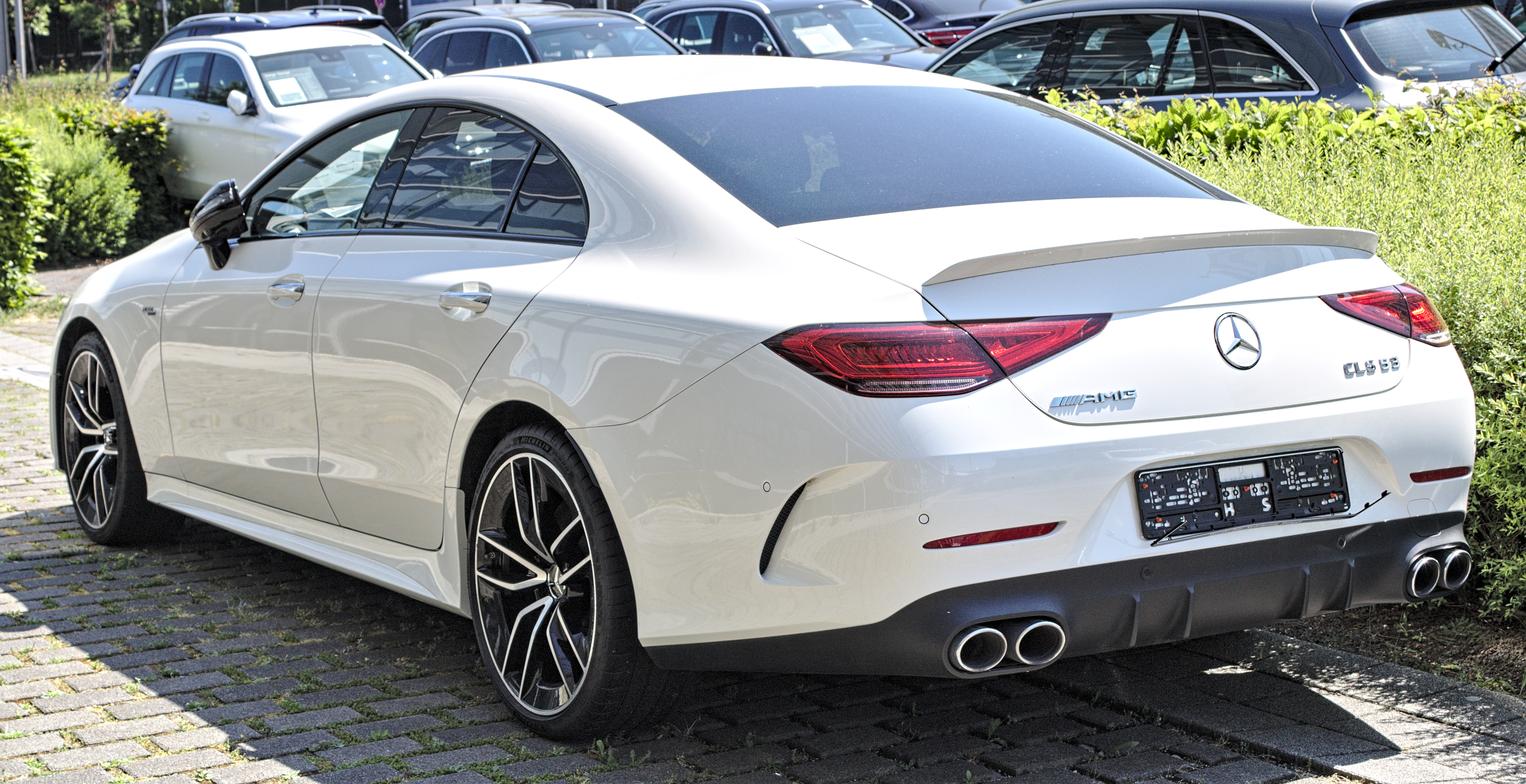
Vue arrière